# Kiruna kommunvapen

Kiruna kommunvapen

Kiruna kommunvapen är kommunvapen för Kiruna kommun i norra Sverige och var tidigare vapen för Kiruna stad.
Som municipalsamhälle hade Kiruna inget vapen, vilket inte heller Jukkasjärvi landskommun hade. Inför ombildningen av municipalsamhället och landskommunen till Kiruna stad 1948 diskuterades emellertid frågan. Ordet kiiruna betyder fjällripa, varför en sådan fågel borde finnas med i vapnet, liksom en symbol för järnmalmen som lagt grunden till samhällets framväxt. Järnmärket symboliserar således den betydelsefulla järnmalmsbrytningen i bland annat Kiirunavaara, medan fjällripan kan ses som en talande symbol för staden Kiruna, vars namn ursprungligen är en försvenskning av finskans kiiruna och samiskans giron, vilka båda betyder just fjällripa. Giron är också Kirunas namn på samiska.
Vapnet skapades efter dessa önskemål av Riksheraldikerämbetet och kunde fastställas av Kungl Maj:t 1949. Efter kommunombildningen 1971, då Kiruna stad sammanlades med Karesuando landskommun och blev Kiruna kommun, registrerades det hos Patent- och registreringsverket enligt de nya reglerna 1974. Karesuando kommun hade inget vapen.

## Blasonering
Blasonering: Sköld delad av silver, vari ett blått järnmärke, och blått, vari en fjällripa av silver med röd beväring, därest dylik skall förekomma.